# Coloborhynchus
Coloborhynchus byl rod pterodaktyloidního ptakoještěra z čeledi Ornithocheiridae, který se vyskytoval v období rané křídy (asi před 140 až 100 miliony let) na území současné Evropy, Severní Ameriky, Jižní Ameriky a Afriky. Největší druh C. piscator z dnešní Brazílie mohl dosahovat v rozpětí křídel až úctyhodných 6 metrů a délka jeho lebky přesáhla 50 cm.

## Systematika
Mnoho druhů tohoto rodu bylo v minulosti nesprávně přiřazeno a v poslední době byla klasifikace opakovaně měněna a upravována. V říjnu roku 2018 byl popsán nový druh tohoto rodu, C. fluviferox, ze souvrství Kem Kem na území Maroka. Tento exemplář z přelomu spodní a svrchní křídy dokládá, že rod Coloborhynchus byl nejspíš kosmopolitním taxonem a vyskytoval se po dlouhé období na území několika kontinentů. Fosilie čelistí zástupce tohoto rodu jsou známé také z vrstev geologického souvrství Kem Kem na území Maroka.

## Paleoekologie
Podle některých výzkumů byli obří ptakoještěři velmi efektivními letci, schopnými urazit vcelku až kolem 16 000 kilometrů, a to při průměrné rychlosti asi 130 km/h po dobu 7 až 10 dnů (což se však týká spíše rodu Quetzalcoatlus a některých dalších azhdarchidů).